# Собачка португальський
Собачка португальський (Parablennius ruber) — вид риб з родини Собачкові (Blenniidae). Морська субтропічна демерсальна риба, що живе на глибинах 2-20 м. Сягає 14.1 см довжини.

## Ареал
Поширений в східній Атлантиці виключно біля узбережжя континентальної Португалії та її островів, Азор і Мадейри.